# Günther Freiherr von Maltzahn
Colonnello Barone Gunther von Maltzahn (Wodarg, 20 ottobre 1910 – Düsseldorf, 24 giugno 1953) è stato un aviatore e cartografo tedesco.

## Biografia
Apparteneva ad una famiglia aristocratica di tradizioni militari della Pomerania e suo padre cadde come capitano di un reggimento di cavalleria durante la Battaglia di Verdun e il giovane Gunther fu educato ed ebbe una giovinezza di tutto rispetto nei confronti del militarismo, patriottismo e fedeltà alla monarchia esiliata.
Dopo aver studiato all'Università di Rostock storia dell'arte, fu attratto dal nascente movimento militarista di Paul von Hindenburg e poi dello stesso Adolf Hitler, e dopo aver frequentato il corso ufficiali all'Accademia Militare di Havel, divenne ufficiale della Luftwaffe. Compì alcuni voli sull'Oceano Atlantico e sui cieli della Patagonia per puro divertimento, ma poi si mise in società con una Società geografica dalla quale fu assunto per disegnare dall'aereo la cartina di alcune zone del mondo poco conosciute, tra le quali le coste africane e le isole dell'oceano Pacifico.
Durante la seconda guerra mondiale, partecipò alla Campagna di Polonia e promosso capitano fu comandante della Jasta 68 e partecipò coraggiosamente alla Campagna di Francia e alla Battaglia d'Inghilterra. A Günther von Maltzahn sono state riconosciute 68 vittorie aeree, conseguite tra il 1940 e il 1942.
Ebbe da allora una rapida carriera, guidando la sua unità durante l'Operazione Barbarossa e fu capo della Luftwaffe in Africa e all'inizio del 1944 fu catturato dagli inglesi e passò il resto della guerra in un campo di prigionia inglese in Sudan. Liberato nel 1945, si dedicò attivamente alla cartografia delle terre del Mar Glaciale Artico. Morì nel 1953 a soli 43 anni a causa di un incidente automobilistico.